# Helicia attenuata
Helicia attenuata är en tvåhjärtbladig växtart som först beskrevs av William Jack, och fick sitt nu gällande namn av Carl Ludwig von Blume. Helicia attenuata ingår i släktet Helicia och familjen Proteaceae. Inga underarter finns listade i Catalogue of Life.